# Carlowrightia trichocarpa
Carlowrightia trichocarpa är en akantusväxtart som beskrevs av T.F. Daniel. Carlowrightia trichocarpa ingår i släktet Carlowrightia och familjen akantusväxter. Inga underarter finns listade i Catalogue of Life.